# Seututie 787
Pour les articles homonymes, voir Route 787.
La route régionale 787 (finnois : Seututie 787) est une route régionale allant de Alavieska jusqu'à Pyhäjoki en Finlande,,.

## Présentation
La seututie 787 est une route régionale d'Ostrobotnie du Nord.

## Parcours
- Alavieska
- Merijärvi
- Pyhäjoki